# Ciril Amorós i Pastor
Ciril Amorós i Pastor (Russafa, València, 9 de juliol de 1830 - València, 27 de febrer de 1887) fou un advocat i polític valencià, diputat a les Corts Espanyoles durant la restauració borbònica.

## Biografia
Es llicencià en dret a la Universitat de València i des del 1852 va exercir com a advocat. Fou assessor de José Campo Pérez i membre del consell d'administració de la Compañía de Ferrocarriles d'Almansa a Valencia y Tarragona. Al final de la seva vida també fou degà del Col·legi Oficial d'Advocats de València.
Deixeble de Francisco Carbonell Magí, cap del Partit Moderat, fou conseller provincial el 1862-1863 i president del Consell Provincial el 1864. El 1865 fou nomenat governador civil de València, i durant el seu mandat ordenà la demolició de les muralles de València, cosa que facilità l'expansió de la ciutat.
El 1867 fou elegit diputat pel districte de Llíria a les Corts Espanyoles pel Partit Moderat, i s'hi va oposar al cap de govern Luis González Bravo. Durant el Sexenni Democràtic fou un dels més destacats promotors de la restauració borbònica com a vicepresident del Cercle Alfonsí de València i com un dels organitzadors del pronunciament del general Martínez Campos de desembre de 1874, ja que l'instigà a traslladar-se a València per posar-se al capdavant del destacament d'Antonio Dabán Vallejo. Antonio Cánovas del Castillo li va oferir un títol de noblesa, però el rebutjà.
El 1875 formà part de la Diputació provisional i de la Junta de Notables que va redactar la Constitució Espanyola de 1876. Aleshores es va alinear amb els moderats i juntament amb Claudio Moyano es va oposar a la llibertat de cultes. No fou elegit diputat, però, a les eleccions per València i Llíria el 1876 i per Sogorb el 1879. Sí que fou escollit el 1881 i 1886 diputat pel districte de Xàtiva. Aleshores es reconcilià amb el Partit Liberal Conservador de Cánovas i el 1884 fou nomenat Director General de Registres i Notariat.
Amb el marquès de Campo i Juan Navarro Reverter va formar el triumvirat que va emprendre les tasques fundacionals de la Caixa d'Estalvis i Mont de Pietat de València, creada per Reial Ordre de 31 d'agost de 1877. Simultàniament, es va vincular al moviment reneixencista valencià, i atènyer la presidència de Lo Rat Penat l'any 1886, la qual no arribaria a exercir efectivament en estar ja afligit per la malaltia que li provocaria la mort.
La ciutat de València va donar-li el seu nom a l'antic carrer del Port, on va tenir la seua residència Ciril Amorós.